# Superliga Brasileira de Voleibol Masculino de 2016–17 - Série A

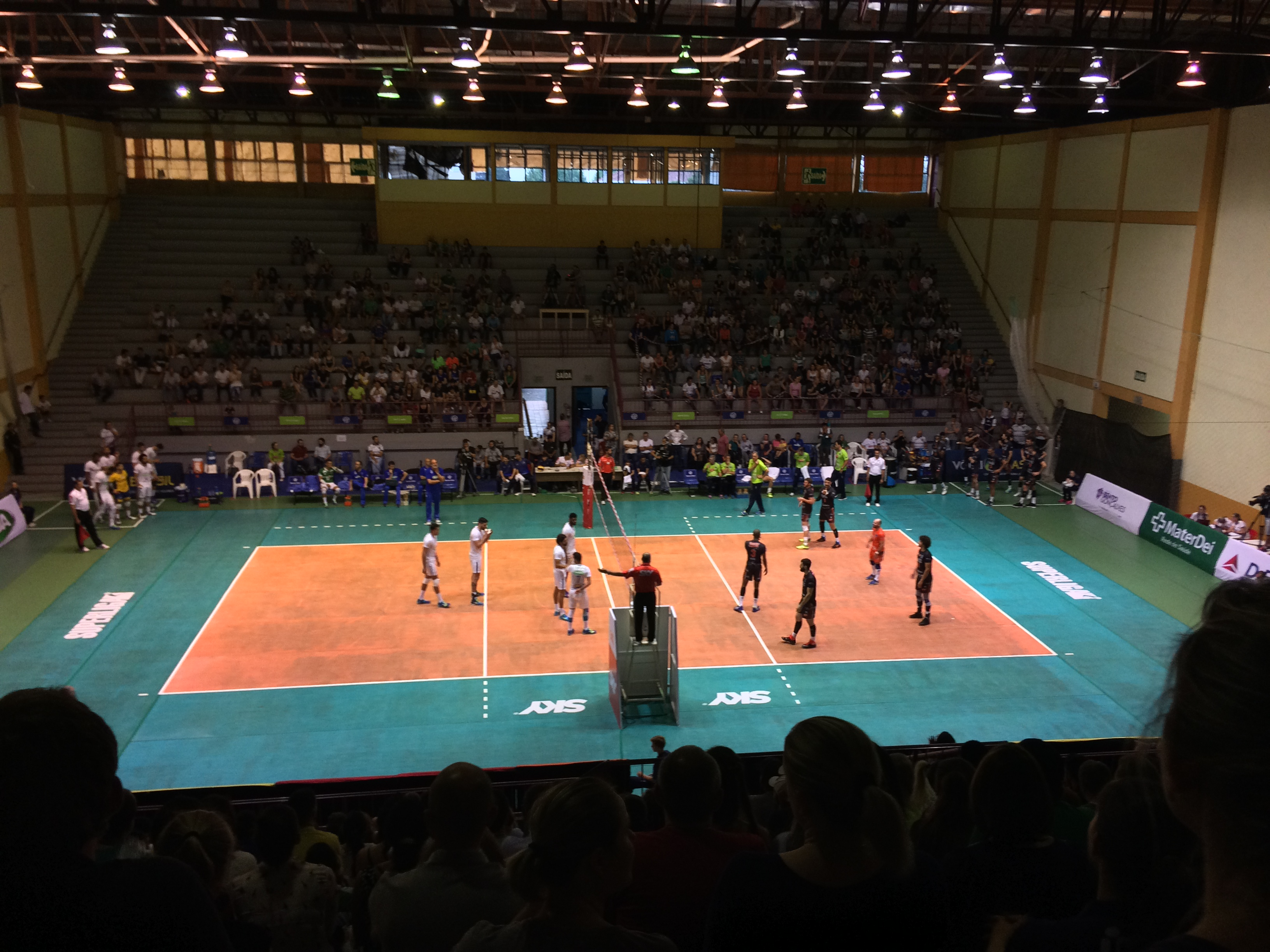
Partida entre e, válida pela sétima rodada.

A Superliga Brasileira de Voleibol Masculino de 2016–17 - Série A foi a 23ª edição da Superliga Brasileira de Voleibol Masculino - Série A, competição que é realizada anualmente pela Confederação Brasileira de Voleibol. Nesta edição, participaram 12 equipes, incluindo uma equipe promovida da série B de 2016, o vencedor do torneio seletivo e as 10 equipes que restaram da edição anterior. A competição foi disputada entre 26 de outubro de 2016 e 7 de maio de 2017.

## Formato de disputa
A fase classificatória da competição foi disputada por doze equipes em dois turnos. Em cada turno, todos os times jogaram entre si uma única vez. Os jogos do segundo turno foram realizados na mesma ordem do primeiro, apenas com o mando de quadra invertido. Os oito primeiros colocados se classificaram para os play-offs. Nesta fase, a vitória por 3-0 ou 3-1 garante três pontos para o ganhador e nenhum ponto para o perdedor. Já com o placar de 3-2, o ganhador da partida leva dois pontos e o perdedor um. As duas últimas colocadas serão rebaixadas para a Série B 2018.
Os play-offs serão divididos em três fases - quartas-de-final, semi-finais e final.
Nas quartas-de-final haverá o cruzamento entre as equipes com os melhores índices técnicos seguindo a lógica: 1ª x 8ª (A); 2ª x 7ª (B); 3ª x 6ª (C) e 4ª x 5ª (D). Estas jogarão partidas em melhor de 5 (jogos), sendo dois mandos de quadra para cada e o jogo de desempate, quando houver, no ginásio da equipe com o melhor índice técnico da fase classificatória.
As semifinais serão disputadas pelas equipes que passarem das quartas-de-final, seguindo a lógica: vencedora do duelo A x vencedora do duelo D; vencedora do duelo B x vencedora do duelo C. Estas jogarão novamente partidas em melhor de 5 (jogos), sendo dois mandos de quadra para cada e o jogo de desempate, quando houver, no ginásio da equipe com o melhor índice técnico da fase classificatória.
As vencedoras se classificarão para a final, que será disputada em jogo único, em sede escolhida pela CBV. A terceira e a quarta colocações serão definidas pelo melhor índice técnico da fase classificatória.
Os sets do torneio são disputados até 25 pontos com a diferença mínima de dois pontos (com exceção do quinto set, vencido pela equipe que fizer 15 pontos com pelo menos dois de diferença). A partir deste ano não ocorrerão mais as paradas técnicas no 8º e no 16º pontos da equipe que primeiro os alcançou, conforme nova determinação da FIVB.

## Equipes participantes
| Equipe                      | Cidade                | Ginásio                         | Capacidade | Posição na temporada 2015/16 | Bento Gonçalves Maringá 4 5 Canoas 7 Montes Claros 6 3 1 2 Castro São Paulo: 1: São Paulo 2: Campinas 3: São Bernardo do Campo 4: Taubaté Minas Gerais: 5: Juiz de Fora 6: Contagem 7: Belo HorizonteSuperliga Brasileira de Voleibol Masculino de 2016–17 - Série A (Brasil) |
| --------------------------- | --------------------- | ------------------------------- | ---------- | ---------------------------- | --- |
| Bento Vôlei/Isabela         | Bento Gonçalves       | Ginásio Municipal               | 5 000      | 6º                           | Bento Gonçalves Maringá 4 5 Canoas 7 Montes Claros 6 3 1 2 Castro São Paulo: 1: São Paulo 2: Campinas 3: São Bernardo do Campo 4: Taubaté Minas Gerais: 5: Juiz de Fora 6: Contagem 7: Belo HorizonteSuperliga Brasileira de Voleibol Masculino de 2016–17 - Série A (Brasil) |
| M.V. Selmer/Caramuru        | Castro                | Ginásio Padre Pagnacco          | 4 538      | 1º (Série B)                 | Bento Gonçalves Maringá 4 5 Canoas 7 Montes Claros 6 3 1 2 Castro São Paulo: 1: São Paulo 2: Campinas 3: São Bernardo do Campo 4: Taubaté Minas Gerais: 5: Juiz de Fora 6: Contagem 7: Belo HorizonteSuperliga Brasileira de Voleibol Masculino de 2016–17 - Série A (Brasil) |
| Copel Telecom/Maringá Vôlei | Maringá               | Ginásio Chico Neto              | 4 538      | 11º [des¹]                   | Bento Gonçalves Maringá 4 5 Canoas 7 Montes Claros 6 3 1 2 Castro São Paulo: 1: São Paulo 2: Campinas 3: São Bernardo do Campo 4: Taubaté Minas Gerais: 5: Juiz de Fora 6: Contagem 7: Belo HorizonteSuperliga Brasileira de Voleibol Masculino de 2016–17 - Série A (Brasil) |
| FUNVIC Taubaté              | Taubaté               | Ginásio do Abaeté               | 3 000      | 3º                           | Bento Gonçalves Maringá 4 5 Canoas 7 Montes Claros 6 3 1 2 Castro São Paulo: 1: São Paulo 2: Campinas 3: São Bernardo do Campo 4: Taubaté Minas Gerais: 5: Juiz de Fora 6: Contagem 7: Belo HorizonteSuperliga Brasileira de Voleibol Masculino de 2016–17 - Série A (Brasil) |
| Juiz de Fora Vôlei          | Juiz de Fora          | Ginásio da UFJF                 | 1 000      | 12º [ts]                     | Bento Gonçalves Maringá 4 5 Canoas 7 Montes Claros 6 3 1 2 Castro São Paulo: 1: São Paulo 2: Campinas 3: São Bernardo do Campo 4: Taubaté Minas Gerais: 5: Juiz de Fora 6: Contagem 7: Belo HorizonteSuperliga Brasileira de Voleibol Masculino de 2016–17 - Série A (Brasil) |
| Lebes/Gedore/Canoas         | Canoas                | Ginásio da Unilasalle           | 1 200      | 9º                           | Bento Gonçalves Maringá 4 5 Canoas 7 Montes Claros 6 3 1 2 Castro São Paulo: 1: São Paulo 2: Campinas 3: São Bernardo do Campo 4: Taubaté Minas Gerais: 5: Juiz de Fora 6: Contagem 7: Belo HorizonteSuperliga Brasileira de Voleibol Masculino de 2016–17 - Série A (Brasil) |
| Minas Tênis Clube           | Belo Horizonte        | Arena Juscelino Kubitschek      | 3 650      | 7º                           | Bento Gonçalves Maringá 4 5 Canoas 7 Montes Claros 6 3 1 2 Castro São Paulo: 1: São Paulo 2: Campinas 3: São Bernardo do Campo 4: Taubaté Minas Gerais: 5: Juiz de Fora 6: Contagem 7: Belo HorizonteSuperliga Brasileira de Voleibol Masculino de 2016–17 - Série A (Brasil) |
| Montes Claros Vôlei         | Montes Claros         | Ginásio Tancredo Neves          | 5 000      | 5º                           | Bento Gonçalves Maringá 4 5 Canoas 7 Montes Claros 6 3 1 2 Castro São Paulo: 1: São Paulo 2: Campinas 3: São Bernardo do Campo 4: Taubaté Minas Gerais: 5: Juiz de Fora 6: Contagem 7: Belo HorizonteSuperliga Brasileira de Voleibol Masculino de 2016–17 - Série A (Brasil) |
| Sada/Cruzeiro Vôlei         | Contagem              | Ginásio Poliesportivo do Riacho | 2 000      | 1º                           | Bento Gonçalves Maringá 4 5 Canoas 7 Montes Claros 6 3 1 2 Castro São Paulo: 1: São Paulo 2: Campinas 3: São Bernardo do Campo 4: Taubaté Minas Gerais: 5: Juiz de Fora 6: Contagem 7: Belo HorizonteSuperliga Brasileira de Voleibol Masculino de 2016–17 - Série A (Brasil) |
| São Bernardo Vôlei          | São Bernardo do Campo | Ginásio Adib Moysés Dib         | 3 290      | 3º (Série B) [des²]          | Bento Gonçalves Maringá 4 5 Canoas 7 Montes Claros 6 3 1 2 Castro São Paulo: 1: São Paulo 2: Campinas 3: São Bernardo do Campo 4: Taubaté Minas Gerais: 5: Juiz de Fora 6: Contagem 7: Belo HorizonteSuperliga Brasileira de Voleibol Masculino de 2016–17 - Série A (Brasil) |
| Sesi-SP                     | São Paulo             | Ginásio do Sesi                 | 800        | 4º                           | Bento Gonçalves Maringá 4 5 Canoas 7 Montes Claros 6 3 1 2 Castro São Paulo: 1: São Paulo 2: Campinas 3: São Bernardo do Campo 4: Taubaté Minas Gerais: 5: Juiz de Fora 6: Contagem 7: Belo HorizonteSuperliga Brasileira de Voleibol Masculino de 2016–17 - Série A (Brasil) |
| Vôlei Brasil Kirin          | Campinas              | Ginásio do Taquaral             | 2 600      | 2º                           | Bento Gonçalves Maringá 4 5 Canoas 7 Montes Claros 6 3 1 2 Castro São Paulo: 1: São Paulo 2: Campinas 3: São Bernardo do Campo 4: Taubaté Minas Gerais: 5: Juiz de Fora 6: Contagem 7: Belo HorizonteSuperliga Brasileira de Voleibol Masculino de 2016–17 - Série A (Brasil) |

Notas
[ts] ^ : O Juiz de Fora Vôlei chegou a ser rebaixado na temporada passada, porém foi o vencedor do torneio seletivo e conquistou a vaga restante para o campeonato.
[des¹] ^ : O Copel Telecom/Maringá Vôlei chegou a ser rebaixado na temporada passada e não conseguiu retornar pelo torneio seletivo, porém com a desistência do São José dos Campos, herdou a vaga na Elite.
[des²] ^ : O São Bernardo Vôlei foi convidado pela CBV para integrar a Superliga A, após a desistência do Voleisul/Paquetá Esportes

## Fase classificatória

### Classificação
- Vitória por 3 sets a 0 ou 3 a 1: 3 pontos para o vencedor;
- Vitória por 3 sets a 2: 2 pontos para o vencedor e 1 ponto para o perdedor.
- Não comparecimento, a equipe perde 2 pontos.
- Em caso de igualdade por pontos, os seguintes critérios servem como desempate: número de vitórias, razão de sets e razão de ralis.

|  |                                            |
|  | Equipes classificadas às quartas-de-final. |
|  | Equipes rebaixadas para a Série B 2018.    |

|     |                             |     | Jogos | Jogos | Jogos | Resultados | Resultados | Resultados | Resultados | Resultados | Resultados | Sets | Sets | Sets  | Pontos | Pontos | Pontos |
| Pos | Equipe                      | Pts | T     | V     | D     | 3–0        | 3–1        | 3–2        | 2–3        | 1–3        | 0–3        | V    | P    | R     | V      | P      | R      |
| --- | --------------------------- | --- | ----- | ----- | ----- | ---------- | ---------- | ---------- | ---------- | ---------- | ---------- | ---- | ---- | ----- | ------ | ------ | ------ |
| 1   | Sada Cruzeiro Vôlei         | 61  | 22    | 21    | 1     | 17         | 2          | 2          | 0          | 0          | 1          | 63   | 9    | 7,000 | 1758   | 1468   | 1.198  |
| 2   | FUNVIC/Taubaté              | 52  | 22    | 17    | 5     | 10         | 6          | 1          | 2          | 1          | 2          | 56   | 23   | 2.435 | 1871   | 1707   | 1.096  |
| 3   | Sesi-SP                     | 52  | 22    | 17    | 5     | 8          | 8          | 1          | 2          | 1          | 2          | 56   | 25   | 2.240 | 1921   | 1716   | 1.119  |
| 4   | Vôlei Renata                | 43  | 22    | 15    | 7     | 5          | 7          | 3          | 1          | 4          | 2          | 51   | 34   | 1.500 | 1929   | 1861   | 1.037  |
| 5   | Montes Claros Vôlei         | 37  | 22    | 11    | 11    | 4          | 7          | 0          | 4          | 3          | 4          | 44   | 40   | 1.100 | 1901   | 1888   | 1.007  |
| 6   | Minas Tênis Clube           | 34  | 22    | 12    | 10    | 3          | 4          | 5          | 3          | 4          | 3          | 46   | 44   | 1.045 | 2014   | 1998   | 1.008  |
| 7   | Juiz de Fora Vôlei          | 31  | 22    | 12    | 10    | 4          | 2          | 6          | 1          | 6          | 3          | 44   | 44   | 1,000 | 1935   | 1960   | 0.987  |
| 8   | Lebes/Gedore/Canoas         | 27  | 22    | 8     | 14    | 2          | 4          | 2          | 5          | 4          | 5          | 38   | 50   | 0.760 | 1932   | 1985   | 0.973  |
| 9   | Bento Vôlei/Isabela         | 23  | 22    | 8     | 14    | 4          | 2          | 2          | 1          | 5          | 8          | 31   | 48   | 0.646 | 1701   | 1792   | 0.949  |
| 10  | Copel Telecom/Maringá Vôlei | 19  | 22    | 6     | 16    | 2          | 2          | 2          | 3          | 6          | 7          | 30   | 54   | 0.556 | 1840   | 1944   | 0.947  |
| 11  | São Bernardo Vôlei          | 12  | 22    | 4     | 18    | 0          | 2          | 2          | 2          | 7          | 9          | 23   | 60   | 0.383 | 1753   | 1948   | 0.900  |
| 12  | MV Selmer/Caramuru/Castro   | 5   | 22    | 1     | 21    | 0          | 1          | 0          | 2          | 5          | 14         | 12   | 64   | 0.188 | 1572   | 1860   | 0.845  |

### Confrontos
|                                 | BVL | CAM | CAN | TAU | MRG | MIN | MOC | CAR | CRU | SES | UJF | SBV | Pos |
| BVL Bento Vôlei/Isabela         |     | 0–3 | 1–3 | 0–3 | 2–3 | 3–2 | 3–0 | 3–0 | 0–3 | 0–3 | 3–0 | 3–1 | 9º  |
| CAM Vôlei Renata                | 3–0 |     | 3–2 | 1–3 | 3–0 | 2–3 | 3–2 | 3–0 | 0–3 | 3–1 | 3–1 | 3–1 | 4º  |
| CAN Lebes/Gedore/Canoas         | 2–3 | 1–3 |     | 2–3 | 3–2 | 3–1 | 3–2 | 3–1 | 0–3 | 1–3 | 0–3 | 1–3 | 8º  |
| TAU FUNVIC/Taubaté              | 3–1 | 3–1 | 3–0 |     | 3–1 | 3–0 | 1–3 | 3–0 | 3–0 | 3–0 | 3–0 | 3–1 | 2º  |
| MRG Copel Telecom/Maringá Vôlei | 3–0 | 2–3 | 0–3 | 0–3 |     | 1–3 | 3–1 | 3–1 | 0–3 | 0–3 | 1–3 | 1–3 | 10º |
| MIN Minas Tênis Clube           | 3–1 | 1–3 | 3–2 | 3–2 | 3–1 |     | 3–0 | 3–0 | 0–3 | 3–2 | 0–3 | 3–0 | 6º  |
| MOC Montes Claros Vôlei         | 3–1 | 3–1 | 3–1 | 1–3 | 3–0 | 3–1 |     | 3–1 | 0–3 | 1–3 | 3–1 | 3–0 | 5º  |
| CAR MV Selmer/Caramuru/Castro   | 0–3 | 0–3 | 0–3 | 0–3 | 0–3 | 2–3 | 0–3 |     | 0–3 | 1–3 | 1–3 | 2–3 | 12º |
| CRU Sada Cruzeiro Vôlei         | 3–0 | 3–0 | 3–0 | 3–0 | 3–0 | 3–1 | 3–2 | 3–0 |     | 3–0 | 3–1 | 3–0 | 1º  |
| SES Sesi-SP                     | 3–1 | 3–1 | 3–0 | 3–0 | 3–1 | 3–2 | 3–0 | 3–0 | 2–3 |     | 3–1 | 3–0 | 3º  |
| UJF Juiz de Fora Vôlei          | 3–0 | 1–3 | 3–2 | 2–3 | 2–3 | 3–2 | 3–2 | 3–0 | 0–3 | 1–3 |     | 3–2 | 7º  |
| SBV São Bernardo Vôlei          | 0–3 | 1–3 | 1–3 | 0–3 | 3–2 | 1–3 | 0–3 | 1–3 | 0–3 | 0–3 | 2–3 |     | 11º |

## Playoffs
|  | Quartas-de-final         | Quartas-de-final         | Quartas-de-final         | Quartas-de-final         | Quartas-de-final         | Quartas-de-final         | Quartas-de-final         |   |   | Semifinais                     | Semifinais                     | Semifinais                     | Semifinais                     | Semifinais                     | Semifinais                     | Semifinais                     |  |  | Final             | Final               | Final             |
|  | 17 a 30 de março de 2017 | 17 a 30 de março de 2017 | 17 a 30 de março de 2017 | 17 a 30 de março de 2017 | 17 a 30 de março de 2017 | 17 a 30 de março de 2017 | 17 a 30 de março de 2017 |   |   | 6 de abril a 1 de maio de 2017 | 6 de abril a 1 de maio de 2017 | 6 de abril a 1 de maio de 2017 | 6 de abril a 1 de maio de 2017 | 6 de abril a 1 de maio de 2017 | 6 de abril a 1 de maio de 2017 | 6 de abril a 1 de maio de 2017 |  |  | 7 de maio de 2017 | 7 de maio de 2017   | 7 de maio de 2017 |
|  |                          |                          |                          |                          |                          |                          |                          |   |   |                                |                                |                                |                                |                                |                                |                                |  |  |                   |                     |                   |
|  | 1º                       | Sada Cruzeiro Vôlei      | 3                        | 3                        | 3                        | –                        | –                        |   |   |                                |                                |                                |                                |                                |                                |                                |  |  |                   |                     |                   |
|  | 8º                       | Lebes/Gedore/Canoas      | 0                        | 1                        | 1                        | –                        | –                        |   |   |                                |                                |                                |                                |                                |                                |                                |  |  |                   |                     |                   |
|  | 8º                       | Lebes/Gedore/Canoas      | 0                        | 1                        | 1                        | –                        | –                        |   |   | Sada Cruzeiro Vôlei            | 3                              | 3                              | 3                              | –                              | –                              |                                |  |  |                   |                     |                   |
|  |                          |                          |                          |                          |                          |                          |                          |   |   | Sada Cruzeiro Vôlei            | 3                              | 3                              | 3                              | –                              | –                              |                                |  |  |                   |                     |                   |
|  |                          |                          | Vôlei Renata             | 1                        | 1                        | 0                        | –                        | – |   |                                |                                |                                |                                |                                |                                |                                |  |  |                   |                     |                   |
|  | 4º                       | Vôlei Renata             | Vôlei Renata             | 1                        | 1                        | 0                        | –                        | – | 3 | 3                              | 3                              | –                              | –                              |                                |                                |                                |  |  |                   |                     |                   |
|  | 4º                       | Vôlei Renata             |                          |                          |                          |                          |                          |   | 3 | 3                              | 3                              | –                              | –                              |                                |                                |                                |  |  |                   |                     |                   |
|  | 5º                       | Montes Claros Vôlei      | 1                        | 0                        | 0                        | –                        | –                        |   |   |                                |                                |                                |                                |                                |                                |                                |  |  |                   |                     |                   |
|  |                          |                          |                          |                          |                          |                          |                          |   |   |                                |                                |                                |                                |                                |                                |                                |  |  |                   | Sada Cruzeiro Vôlei | 3                 |
|  |                          |                          |                          | FUNVIC/Taubaté           | 1                        |                          |                          |   |   |                                |                                |                                |                                |                                |                                |                                |  |  |                   |                     |                   |
|  | 2º                       | FUNVIC/Taubaté           | 3                        | 3                        | 3                        | –                        | –                        |   |   |                                |                                |                                |                                |                                |                                |                                |  |  |                   |                     |                   |
|  | 7º                       | Juiz de Fora Vôlei       | 0                        | 1                        | 0                        | –                        | –                        |   |   |                                |                                |                                |                                |                                |                                |                                |  |  |                   |                     |                   |
|  | 7º                       | Juiz de Fora Vôlei       | 0                        | 1                        | 0                        | –                        | –                        |   |   | FUNVIC/Taubaté                 | 3                              | 3                              | 2                              | 3                              | –                              |                                |  |  |                   |                     |                   |
|  |                          |                          |                          |                          |                          |                          |                          |   |   | FUNVIC/Taubaté                 | 3                              | 3                              | 2                              | 3                              | –                              |                                |  |  |                   |                     |                   |
|  |                          |                          | Sesi-SP                  | 0                        | 2                        | 3                        | 1                        | – |   |                                |                                |                                |                                |                                |                                |                                |  |  |                   |                     |                   |
|  | 3º                       | Sesi-SP                  | Sesi-SP                  | 0                        | 2                        | 3                        | 1                        | – | 3 | 3                              | 3                              | –                              | –                              |                                |                                |                                |  |  |                   |                     |                   |
|  | 3º                       | Sesi-SP                  |                          |                          |                          |                          |                          |   | 3 | 3                              | 3                              | –                              | –                              |                                |                                |                                |  |  |                   |                     |                   |
|  | 6º                       | Minas Tênis Clube        | 2                        | 1                        | 0                        | –                        | –                        |   |   |                                |                                |                                |                                |                                |                                |                                |  |  |                   |                     |                   |

## Classificação final
| Posição           | Equipe                      | Classificação/rebaixamento                                      |
| ----------------- | --------------------------- | --------------------------------------------------------------- |
| Medalha de ouro   | Sada Cruzeiro Vôlei         | Sul-Americano de Clubes de 2018 · Superliga 2017/2018 - Série A |
| Medalha de prata  | FUNVIC/Taubaté              | Superliga 2017/2018 - Série A                                   |
| Medalha de bronze | Sesi-SP                     | Superliga 2017/2018 - Série A                                   |
| 4                 | Vôlei Renata                | Superliga 2017/2018 - Série A                                   |
| 5                 | Montes Claros Vôlei         | Superliga 2017/2018 - Série A                                   |
| 6                 | Minas Tênis Clube           | Superliga 2017/2018 - Série A                                   |
| 7                 | Juiz de Fora Vôlei          | Superliga 2017/2018 - Série A                                   |
| 8                 | Lebes/Gedore/Canoas         | Superliga 2017/2018 - Série A                                   |
| 9                 | Bento Vôlei/Isabela         | Superliga 2017/2018 - Série A                                   |
| 10                | Copel Telecom/Maringá Vôlei | Superliga 2017/2018 - Série A                                   |
| 11                | São Bernardo Vôlei          | Série B 2018                                                    |
| 12                | MV Selmer/Caramuru/Castro   | Série B 2018                                                    |

## Premiações
| Superliga 2016/2017                     |
| Minas Gerais                            |
| --------------------------------------- |
| Sada Cruzeiro Vôlei Campeão (5º título) |

### Individuais
| MVP                   | Evandro  | Sada Cruzeiro Vôlei | [ 5 ] |
| Maior Pontuador       | Wallace  | FUNVIC/Taubaté      | [ 6 ] |
| Craque da Galera      | Rapha    | FUNVIC/Taubaté      | [ 6 ] |
| Melhor Ataque         | Leal     | Sada Cruzeiro Vôlei | [ 6 ] |
| Melhor Bloqueio       | Renan    | Juiz de Fora Vôlei  | [ 6 ] |
| Melhor Saque          | Evandro  | Sada Cruzeiro Vôlei | [ 6 ] |
| Melhor Recepção/Passe | Bob      | Montes Claros Vôlei | [ 6 ] |
| Melhor Defesa         | Serginho | Sada Cruzeiro Vôlei | [ 6 ] |
| Melhor Levantador     | William  | Sada Cruzeiro Vôlei | [ 6 ] |

## Estatísticas

### Maiores públicos
| Nº | Público | Mandante                    | Sets  | Visitante           | Ginásio                  | Data           | Rodada    | Ref. |
| -- | ------- | --------------------------- | ----- | ------------------- | ------------------------ | -------------- | --------- | ---- |
| –  | 13.956  | Sada Cruzeiro Vôlei         | 3 – 1 | FUNVIC/Taubaté      | Ginásio Mineirinho       | 7 de maio      | Final     |      |
| 1  | 7.450   | Vôlei Renata                | 3 – 1 | Sesi-SP             | Arena Guilherme Paraense | 14 de dezembro | 8ª        |      |
| 2  | 7.045   | Montes Claros Vôlei         | 0 – 3 | Sada Cruzeiro Vôlei | Ginásio Tancredo Neves   | 7 de dezembro  | 8ª        |      |
| 3  | 5.100   | Sesi-SP                     | 1 – 3 | FUNVIC/Taubaté      | Ginásio Lauro Gomes      | 27 de abril    | Semifinal |      |
| 4  | 4.998   | Montes Claros Vôlei         | 1 – 3 | Sesi-SP             | Ginásio Tancredo Neves   | 23 de novembro | 5ª        |      |
| 5  | 4.400   | Copel Telecom/Maringá Vôlei | 0 – 3 | Sesi-SP             | Ginásio Chico Neto       | 27 de outubro  | 1ª        |      |

### Menores públicos
| Nº | Público | Mandante                  | Sets  | Visitante                   | Ginásio                | Data           | Rodada | Ref. |
| -- | ------- | ------------------------- | ----- | --------------------------- | ---------------------- | -------------- | ------ | ---- |
| 1  | 186     | Lebes/Gedore/Canoas       | 3 – 1 | Minas Tênis Clube           | Ginásio da Unilasalle  | 15 de dezembro | 10ª    |      |
| 2  | 200     | Juiz de Fora Vôlei        | 2 – 3 | Copel Telecom/Maringá Vôlei | Ginásio da UFJF        | 8 de fevereiro | 16ª    |      |
| 3  | 201     | Juiz de Fora Vôlei        | 3 – 0 | MV Selmer/Caramuru/Castro   | Ginásio da UFJF        | 19 de novembro | 4ª     |      |
| 4  | 221     | MV Selmer/Caramuru/Castro | 0 – 3 | Juiz de Fora Vôlei          | Ginásio Padre Pagnacco | 18 de dezembro | 10ª    |      |
| 5  | 263     | Juiz de Fora Vôlei        | 3 – 2 | São Bernardo Vôlei          | Ginásio da UFJF        | 28 de janeiro  | 14ª    |      |

### Média de público
As médias de público são calculadas levando-se em conta o relatório oficial emitido pela Confederação Brasileira de Voleibol, disponíveis aqui.
| Pos. | Equipe                      | Média | Jogos |
| ---- | --------------------------- | ----- | ----- |
| 1    | Copel Telecom/Maringá Vôlei | 2 900 | 11    |
| 2    | Montes Claros Vôlei         | 2 617 | 12    |
| 3    | Vôlei Renata                | 2 299 | 14    |
| 4    | FUNVIC/Taubaté              | 1 918 | 15    |
| 5    | Sada Cruzeiro Vôlei         | 1 732 | 15    |
| 6    | Sesi-SP                     | 1 225 | 15    |
| 7    | Bento Vôlei/Isabela         | 1 204 | 11    |
| 8    | Minas Tênis Clube           | 944   | 12    |
| 9    | MV Selmer/Caramuru/Castro   | 822   | 11    |
| 10   | São Bernardo Vôlei          | 581   | 11    |
| 11   | Lebes/Gedore/Canoas         | 499   | 12    |
| 12   | Juiz de Fora Vôlei          | 427   | 12    |